# Anemia da nefropatia cronica
L'anemia da nefropatia cronica è una forma di anemia ipoproliferativa che rappresenta una delle complicazioni più gravi dell'insufficienza renale. L'entità dell'anemia è spesso correlata allo stadio e alle caratteristiche d'insorgenza dell'insufficienza renale.

## Fisiopatologia
Diverse cause di insufficienza renale possono portare alla genesi di un'anemia dovuta al deficit di produzione dell'eritropoietina (EPO). 
Non essendoci alla base di questa forma di anemia un'alterazione del bilancio del ferro, parametri quali la ferritina, sideremia, capacità totale di legare il ferro (TIBC) e saturazione della transferrina risultano essere nella norma, benché in corso di trattamento dialitico alcuni pazienti possano sviluppare un'anemia da nefropatia cronica mista ad anemia sideropenica a causa della perdita ematica dovuta al trattamento.

## Profilo clinico
L'entità dell'anemia correla con lo stadio della malattia renale di base, variando da contesti clinici silenti fino ad angina pectoris e ridotta tolleranza allo sforzo. L'anemia è più spesso grave nelle forme di insufficienza renale cronica causate da diabete mellito e mieloma multiplo mentre è lieve o moderata nella malattia policistica renale.

## Profilo diagnostico
Il riscontro di un'anemia ipoproliferativa normocromico normocitica moderata-grave caratterizzata da livelli di ferritina normali, sideremia nella norma, TIBC e saturazione nella trasferrina nella norma in un paziente con insufficienza renale è altamente suggestivo di anemia da nefropatia cronica. La diagnosi viene confermata dall'esclusione di altre forme di anemia ipoproliferative quali la anemia da flogosi e l'anemia degli stati ipometabolici.

## Terapia
Data la peculiare fisiopatologia, l'anemia da nefropatia risponde bene all'EPO o a preparati a lunga durata d'azione come la darbepoetina-α. Nei casi di anemia grave in pazienti che presentino infezioni sistemiche acute o affetti da gravi cardiopatie o pneumopatie, può essere necessario ricorrere a terapia trasfusionale.